# BBVA (Argentina)

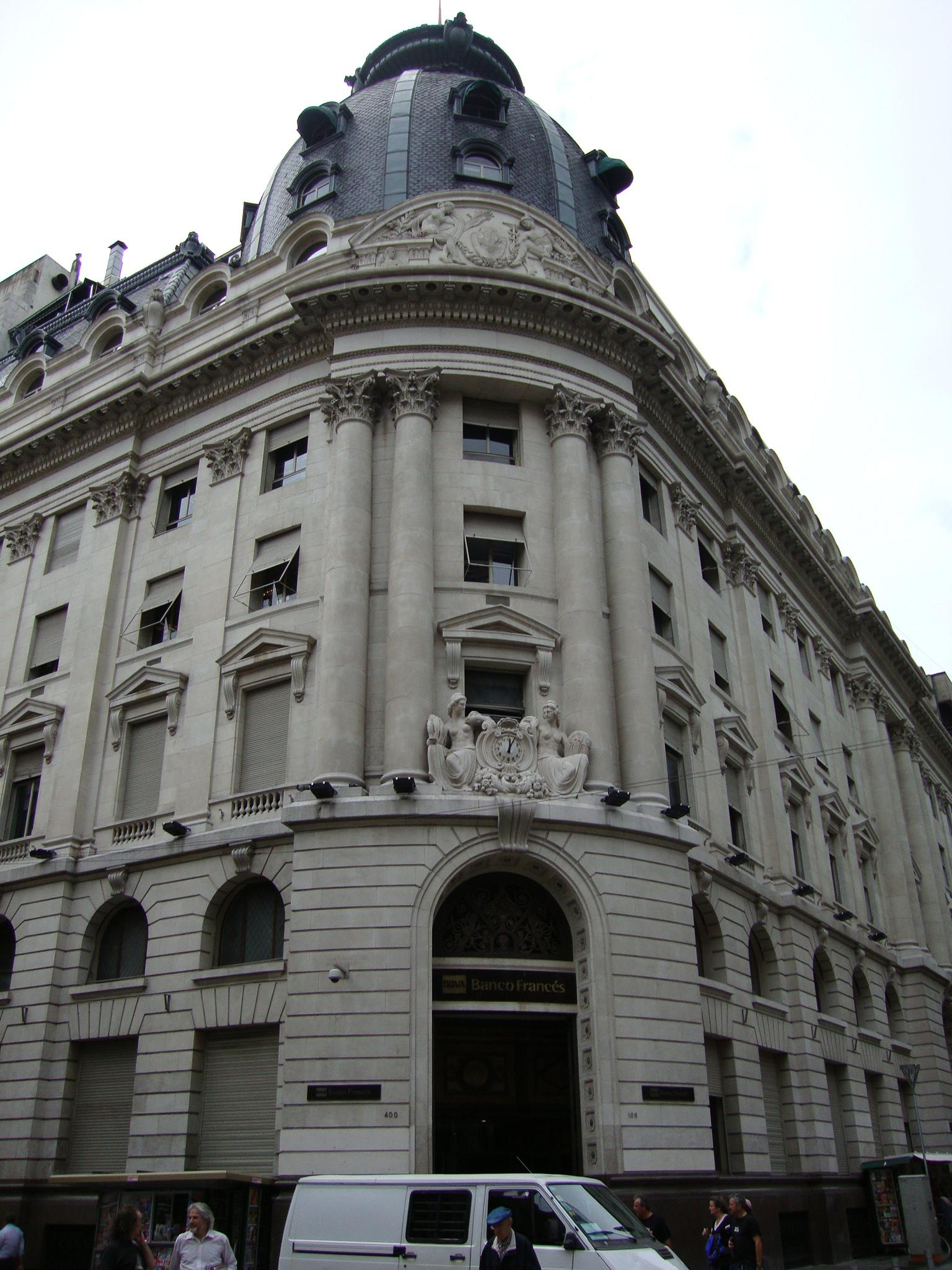
La casa matriz de BBVA Argentina, terminada en 1926.

BBVA Argentina (anteriormente conocido como BBVA Francés) es un banco comercial argentino perteneciente a la matriz española de BBVA. Es una de las principales instituciones financieras del país desde 1886. Desde sus inicios brinda una amplia gama de servicios bancarios, financieros y no financieros, tanto a individuos como a entidades corporativas en todo el territorio argentino. Desde 1996, es parte del Grupo BBVA, su principal accionista desde entonces.
En 2019, BBVA inicio un proceso de unificación de su nombre en todo el mundo y en 2020 se elimina la marca «BBVA Francés» para llamarse únicamente BBVA.

## Historia
Fue fundado como «Banco Francés del Río de la Plata» el 14 de octubre de 1886, en un período histórico de Argentina en donde surgieron un gran número de entidades de su tipo, muchas de las cuales desaparecerían rápidamente por el Pánico de 1890.
En 1888 comenzaron a cotizar en la Bolsa de Comercio de Buenos Aires las acciones del Banco Francés, que aún están en el mercado. En 1926 fue inaugurada la nueva casa matriz de la entidad, en la esquina de las calles Perón y Reconquista, plena ciudad financiera de Buenos Aires.
En 1959 fue una de las adjudicatarias del primer préstamo que el Eximbank hizo a Argentina. En 1966 fue creada la fundación Banco Francés del Río de la Plata. En 1968 el Morgan Guaranty Trust Company de Nueva York adquirió el 50% de las acciones, y comenzó un proceso de fortalecimiento y expansión del Banco Francés en el campo de la banca mayorista.
Durante la década de 1970 la Compañía de Seguros Sud América fue reconvirtiendo su activo patrimonial de inmuebles en acciones del Banco Francés, en un procedimiento liderado por un nuevo directorio altamente influenciado por Luis María Otero Monsegur. De esta manera, la Sud América se fue haciendo de gran cantidad de acciones del Banco. En 1978, el Morgan Guaranty vendió su participación en el banco a dos empresas argentinas: Sud América Seguros de Vida y Alpargatas. Desde ese momento el Banco Francés comienza a adoptar otras funciones, como la banca minorista.
Una vez que entre Sud América Seguros y Alpargatas se aseguraron el control del Banco Francés, Luis María Otero Monsegur y Horacio Areco (ambos funcionarios y minoristas de Sud América) lograron, en una maniobra de simulación que perjudicó al grupo controlante de Sud América (Waller - Larragoiti), adquirir el control de esa empresa y por ende del Banco Francés. Esta maniobra, de gran resonancia en la época, fue perpetrada con gran habilidad legal mediante la desaparición del patrimonio de los Waller de la Sociedad Donisa que detentaba cerca del 40% de Sud América y que junto a Ficoba de la familia Larragoiti tenía el control de Sud América. La misma se basó en la conversión de las acciones de Donisa de ordinarias a preferidas y la posterior compra cruzada de la tenencia de Donisa por parte de las dos compañías de seguro: Satym y Savida. De esta manera, Otero Monsegur y Areco crean Toropica, donde concentraron el 66% de la tenencia, logrando así el control de la Sud América y del Banco Francés y forzando al Grupo Waller-Larragoiti del Brasil a un intercambio de acciones, donde el grupo Otero Monsegur - Areco se aseguró la Sociedad que detentaba las acciones del Banco Francés, y el grupo asegurador del Brasil pudo recuperar la marca de la empresa de seguros fundada por ellos en 1895. El resultado de este intercambio fue la conversión de Sud América Vida (que quedó junto a las acciones del Banco Francés en poder de Otero Monsegur y Areco) en Sud América Inversiones, y la disolución anticipada de la Sociedad de la maniobra, Toropica, y su reemplazo luego por Otar S.R.L.A.
En la primera mitad de los años 1980, se duplica el número de sucursales del Banco Francés en tres años, logrando abarcar también los préstamos a la mediana empresa, al tiempo que se consolida el ramo minorista.
Entre 1986 y 1989, el Banco Francés mantuvo una joint venture con el Bankers Trust Company, desarrollando la banca de inversión. En 1988 se adquieren 22 sucursales del Banco Español/Banco Comercial del Norte, y ese mismo julio inicia la operación de la sucursal off shore en las islas Cayman: el Banco Francés del Río de la Plata (Cayman) Ltd.
En 1991 Alpargatas vende su parte a Sud América Inversiones y a Eduardo F. Constantini. Al mismo tiempo, se adquieren más sucursales al Banco Santander y al Chase Manhattan Bank, llegando a tener 62 de ellas.
En 1993 comenzó a cotizar en la Bolsa de Comercio de Nueva York (NYSE). En diciembre de 1996, el Banco Bilbao Vizcaya (actualmente Banco Bilbao Vizcaya Argentaria) adquirió el 99,90% de las cuotas sociales de Otar S.R.L., de Otero Monsegur y Areco, accionista mayoritario de Sud América Inversiones, titular, a su vez, del 30,04% del capital de Banco Francés. La operación se realizó en 375 millones de dólares.
En agosto de 1997 el Banco adquirió el 71,75% del Banco de Crédito Argentino, con el cual se fusionó, fortaleciéndose con la absorción de la entidad competidora y adquiriendo el control del Grupo Consolidar.
En 2012, se convirtió en el patrocinador principal de los dos clubes de fútbol más laureados de Argentina, luciendo el logo de «BBVA» o bien «BBVA Francés» en el frontal de las camisetas, desde enero en el Club Atlético Boca Juniors y desde julio en el Club Atlético River Plate. Desde 2015 también patrocina a Talleres de Córdoba.
En marzo de 2019 se anuncia el cambio de marca comercial de «BBVA Francés» a «BBVA».
A finales de 2024, BBVA Argentina contaba con 235 sucursales, 864 cajeros automáticos y 880 terminales de autoservicio en todo el país.

## Productos
La actividad del BBVA Argentina se desarrolla en tres áreas:
- Banca minorista: Con ella mantiene relaciones con 3.7 millones de clientes a través de 235 sucursales, de las cuales 80 son digitales,[6] su producto destacado es «El Libretón» que es una cuenta bancaria que premia los ahorros con sorteos semanales. Además, poseen tarjetas de crédito y débito y una línea de seguros para el hogar, auto, vida, accidentes, golfistas, accidentes personales, robo en cajeros y desempleo.
- Banca de empresas: Tiene 15 sucursales especializadas. Ofrece servicios transaccionales y otorga préstamos, para el sector agropecuario se creó la «Tarjeta Agro» especializada para dicho sector.
- Banca corporativa: Con ella lidera el mercado de las colocaciones de moneda a mediano plazo.[7]

## Logotipos

2000-2019
2019-2025
2025-presente

## Eslóganes
- 2004-2017: Adelante
- 2019-2025 : Creando oportunidades
- 2025-actualidad : ¿Avanzamos?